# Parafia św. Judy Tadeusza w Garkach
Parafia Świętego Judy Tadeusza w Garkach – parafia rzymskokatolicka znajdująca się w diecezji kaliskiej, w dekanacie Odolanów.